# 江格勒斯乡
江格勒斯乡，是中华人民共和国新疆维吾尔自治区喀什地区叶城县下辖的一个乡镇级行政单位。

## 行政区划
江格勒斯乡下辖以下地区：
阿依坎尼特村、巴格艾日克村、托格拉克恰喀村、塔合塔科瑞克村、代尔瓦扎库木村、吐格曼恰喀村、麻扎艾日克村、黑尼恰喀村、兰干村、种子队、盖米力克村、夏勒迪壤村、古勒巴格村和园艺场。